# NGC 7711
NGC 7711 is een lensvormig sterrenstelsel in het sterrenbeeld Pegasus. Het hemelobject werd op 14 oktober 1784 ontdekt door de Duits-Britse astronoom William Herschel.

## Synoniemen
- UGC 12691
- MCG 2-60-4
- ZWG 432.7
- PGC 71836